# Cyornis colonus
Cyornis colonus là một loài chim trong họ Muscicapidae.